# داء الجبال المزمن
داء الجبال المزمن (سي إم إس) هو مرض تزداد فيه نسبة حجم الدم وتغلب عليه خلايا الدم الحمراء (احمرار الدم) وتتواجد فيه مستويات منخفضة غير طبيعية من الأكسجين في الدم (نقص تأكسج الدم). يتطور داء الجبال المزمن بعد فترة طويلة من العيش في المرتفعات العالية (أكثر من 2500 متر، أي 8200 قدم). يعد شائعًا لدى السكان الأصليين للمناطق المرتفعة. تشمل أعراض داء الجبال المزمن الأكثر شيوعًا الصداع والدوار والطنين وضيق النفس والخفقان اضطراب النوم والتعب وفقدان الشهية والتشوش والزرقة وتوسع الأوردة.
وُصف داء الجبال المزمن لأول مرة عام 1925 من قبل مونغ ميدرانو، وهو طبيب بيروفي متخصص في أمراض المرتفعات العالية. يحدث داء الجبال الحاد بعد فترة قصيرة من صعود المرتفعات العالية، في حين قد يتطور داء الجبال المزمن حصرًا بعد سنوات عديدة من العيش في المرتفعات. تُعرف المرتفعات طبيًا على أنها أي ارتفاع يتجاوز 2500 متر (8200 قدم)، ولكن تحدث معظم حالات داء الجبال المزمن على ارتفاع أكثر من 3000 متر (9800 قدم).
رُبط المرض مؤخرًا بزيادة التعبير عن جيني ANP32D وSENP1.

## التشخيص
يتميز داء المرتفعات المزمن باحمرار الدم (مع ما يتبعه من زيادة الهيماتوكريت) ونقص تأكسج الدم، قد يتطور ارتفاع ضغط الدم في الرئتين (ارتفاع التوتر الرئوي) مع مرور الزمن ويتسبب في بعض الحالات في قصور القلب (القلب الرئوي). يعتقد أن داء الجبال المزمن ينشأ من الإنتاج المفرط لخلايا الدم الحمراء (الكريات الحمراء) بسبب المستويات المنخفضة من الأكسجين في المرتفعات، وبالتالي تزيد قدرة الدم على حمل الأكسجين. تتسبب المستويات المرتفعة من الكريات الحمراء في ازدياد لزوجة الدم وتفاوت تدفق دم عبر الرئتين (عدم طابق التهوية/التروية). مع ذلك، يعتبر داء الجبال المزمن أيضًا تكيفًا لأمراض الرئة والقلب مع الحياة في ظروف نقص الأكسجة في المرتفعات.
جرى الإجماع على استخدام القيم المخبرية التالية في التشخيص السريري لداء الجبال المزمن: الهيموغلوبين لدى الذكور أكثر أو يساوي 21 غ/ديسيلتر، ولدى الإناث أكثر أو يساوي 19 غ/ديسيلتر، والهيماتوكريت 65%، وإشباع الأكسجين الشرياني أكبر من 85% لدى الجنسين.

## العلاج
يعد الانتقال للعيش في المناطق قليلة الارتفاع علاجًا، وإن لم يكن فوريًا، إذ يتكيف الجسم مع مستوى الأكسجين الطبيعي في مستوى قريب من سطح البحر ويعود الهيماتوكريت إلى طبيعته. يمكن إجراء الفصادة (بضع الوريد) لخفض مستويات الهيماتوكريت مؤقتًا، وقد يكون أثره أكبر حين يُشارك بتعويض حجم الدم بواسطة السوائل.
أبدى العلاج باستخدام الأسيتازولاميد ومثبط كربونيك أنهيدراز تحسنًا في داء الجبال المزمن عبر تقليل الإريثروبيوتين واحمرار الدم الناتج عنه، ما يؤدي إلى أكسجة شريانية أفضل ومعدل أقل لضربات القلب.
أظهر العلاج بالأكسجين وتدريب تقنيات التنفس البطيء قدرة على الحد من الأعراض عبر زيادة أكسجة الدم.

## وبائيات
يصيب داء الجبال المزمن السكان الأصليين في المناطق ذات الارتفاع الأعلى من 3000 متر (9800 قدم)، ولكنه لا يصيب السكان حول العالم بالتساوي. استعرضت دراسة حديثة أجراها ساهوتا وبانوار (2018) معدلات انتشار داء الجبال المزمن حول العالم، ووجدت أن أعلى المعدلات سُجلت في بلدان الأنديز في أمريكا الجنوبية، وأن أدنى المعدلات ظهرت لدى السكان الأصليين في جبال إثيوبيا في شرق أفريقيا. لُخصت معدلات انتشار داء الجبال المزمن والتي أُبلغ عنها من الدراسة أدناه:
- إثيوبيا (3600-4100 م): 0%
- هضبة التبت (التبتيون): 0.91-1.2%
- جبال الهملايا الهندية (3000-4200 م): 4-7%
- قرغيزستان (3000-4200 م): 4.6%
- هضبة التبت (الهان الصينيون): 5.6%
- لاباز في بوليفيا (3600 م): 6% إلى 8%
- بوليفيا: 8-10%
- سيرو دو باسكو في البيرو (4300 م): 14.8-18.2%